# Parco nazionale di Schinias Maratona
Il Parco Nazionale di Schiniàs Maratona (in lingua greca: Εθνικό Πάρκο Σχινιά Μαραθώνα, trasl. Ethnikò Parco Schinià Maratona) è un parco nazionale situato nell'Attica, a circa 40 km a nord-est di Atene, nella pianura di Μaratona, in Grecia. È il più grande ecosistema della costa dell'Attica e la zona umida presenta un interesse eccezionale come paesaggio, che si basa su un delicato equilibrio delle acque.
L'area si estende per 13,84 chilometri quadrati (compresa l'area marittima) e comprende una pineta, una grande palude, una penisola, la costa e la zona umida.
In passato la zona umida era parte della base militare statunitense di comunicazione costiera di Kato Souli (attiva fino agli inizi degli anni 1990).
Si tratta di un'importante risorsa naturale ed economica di  importanza sovralocale, che ogni anno attira migliaia di visitatori per turismo (divertimento sulla costa, nuoto e sport acquatici), birdwatching o per godersi il paesaggio.
Storicamente l'area è identificata con il campo di applicazione battaglia di Maratona, vale a dire l'accampamento dei Persiani, e il Trofeo della battaglia è molto vicino.
Il parco è incluso nel territorio comunale di Maratona.

## Istituzione
Nel 2000 con decreto presidenziale 22-6/3-7-2007 (pubblicato nella Gazzetta Ufficiale n. 395/2000) le zone marittime e di terra di Schinias sono state incluse nel Parco nazionale e sono state identificate le aree e le attività consentite per zona:
- Zona Α1. Area di conservazione delle zone umide
- Zona Α2. Regione collinare della penisola di Kynosoyras - collina di Drakoneras (zona di protezione naturale).
- Zona Α3. Area forestale dei pini di Aleppo (zona di protezione naturale).
- Zona Α4. Area delle sorgenti di Makarias (zona di protezione naturale).
- Zona Α5. Area della baia marittima di Maratona.
- Zona Β1. Area di educazione ambientale.
- Zona Β2. Area ricreativa, turistica e ricettiva.
- Zona Β3. Area balneare della baia di maratona.
- Zona C. Area controllata ad uso agricolo.

Con Legge n. 3044/2002 (pubblicata dalla Gazzetta Ufficiale n. 197a/2002) è stato istituito l'organismo di gestione del Parco nazionale di Schinias Maratona.

## Ambiente naturale

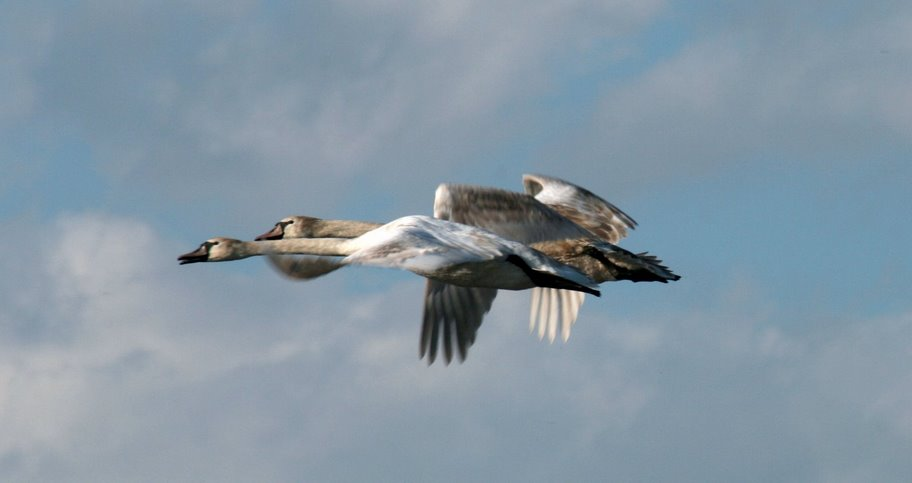
Cigno selvatico (Cygnus cygnus) fotografato nel 2009 nel Parco nazionale di Schinias Maratona

Il parco nazionale è incluso nella rete Natura 2000 (codice GR 3000003) e presenta un totale di 19 tipi di habitat, con 115 specie di uccelli, con potenziale diversità di 215 specie; sono altresì presenti diverse specie di pesci d'acqua dolce, anfibi e rettili.
Nella zona ci sono i seguenti habitat:
1. Foresta marittima di pino di Aleppo (Pinus halepensis) e pino domestico (Pinus pinea), una delle poche rimaste in Grecia e nel Mediterraneo.
2. Penisola di Cynosura. Ecosistema mediterraneo tipico, con cespugli, arbusti ed erbe secche, la penisola ha mantenuto la sua naturalezza, con minima influenza da parte dell'uomo.
3. Sorgenti di Makarìa. Due bacini dove l'acqua sgorga dal basso tutto l'anno e in quantità significative e in cui vivono anguille, tartarughe e specie ittiche endemiche in via di estinzione come Pseudophoxinus stymphalicus marathonicus (detto "crepuscolo").
4. Zona umida con acqua dolce, salmastra e salata, canneti, tamerici, vegetazione alofita e prati umidi, che è periodicamente inondata. Vi si trovano grandi varietà di specie di uccelli minacciati, come Airone rosso, Sgarza ciuffetto, Falco di palude, Albanella minore, Beccamoschino, Garzetta, Tarabusino, Mignattaio.
5. Lago Stomi. La parte inferiore della zona umida, sul lato orientale, è stagionalmente allagata con acqua salata. Nella zona sono presenti rare specie di orchidee come l'Orchidea di palude e specie minacciate di uccelli acquatici, come Fenicottero rosa, Cavaliere d'Italia e Grillaio.
6. Area marina, con praterie sottomarine di Posidonia oceanica.

## Rischi e minacce
La foresta è minacciata dagli incendi a causa della composizione della vegetazione. Nel 2004 è stato installato un sistema antincendio automatico, ma non è mai entrato in funzione finora. Si sono altresì verificati episodi di bracconaggio.
La pressione esercitata dai visitatori estivi nelle zone A3 (foresta) e B3 (costa) supera la capacità ricettive attuali dello spazio naturae e della struttura presente. In zona c'è un modesto sviluppo residenziale, che è stato fermato dopo l'istituzione del parco nazionale, provocando la disapprovazione dei proprietari dei terreni della zona. Sono state inoltre realizzate diverse costruzioni edili non autorizzate.
Negli anni passati, si sono verificati prelevamenti d'acqua da parte del vicino stadio olimpico di canottaggio, che ha provocato il prosciugamento della palude per lunghi periodi di tempo.